# Xenoturbella churro
Xenoturbella churro is een op roze churro gelijkend en derhalve daarnaar vernoemd diertje dat zich ophoudt in de Golf van Californië, ter hoogte van Pinkies Vent. Het diertje heeft hersens, ogen noch darmen maar wel beschikt wel over trilharen en een diffuus zenuwstelsel. Het heeft ook een mond, maar de werking van de spijsvertering van de churroxenoturbella blijft vooralsnog een mysterie. Taxonomisch vormt het beestje een soort in de familie der xenoturbellida, wormachtige mariene organismen. Dit diertje komt uit het geslacht Xenoturbella en behoort tot de familie Xenoturbellidae.